# 정영순
정영순은 대한민국의 영화미술 감독이다. 대학에서 디자인을 전공한 후 음반회사인 (주)킹레코드사에 입사. 이후 음반자켓디자이너로서  《핑클1집》, 《젝스키스3집》, 《임창정6집》, 《델리스파이스》 등 프리랜서로 활동했다. 2000년 《해변으로 가다》 영화미술팀을 시작으로 여러작품을 거친 후 2003년 《쇼쇼쇼》로 미술감독 데뷔했다. 데뷔 후 "볼거리？나와 상의해！<쇼쇼쇼> 미술 정영순 -씨네21" 등 디테일한 미술작업으로 호평을 받기도 했다. 2006년 이후 뮌헨 영화학교《Hochschule für Fernsehen und Film München》에서 프로덕션 디자인 석사과정 수학 후, 독일 상업영화 현장에서 활동했다. Lola Run, Perfume: The Story Of A Murderer, The International 등을 연출한 "Tom Tykwer" 감독의 영화 《쓰리》 미술팀 등에 참여했다.

## BIOGRAPHIE
1997 ~ 2000 《(주)킹레코드사 입사》/프리랜서 활동
- 《핑클 1집》
- 《젝스키스 3집》
- 《임창정 6집》
- 《델리스파이스 3집》

2000년 이후
- 영화미술팀과 미술감독으로 활동
2009년 12월
- 《Hochschule für Fernsehen und Film München》 프로덕션 디자인 석사(Diplom)졸업
2009년 ~ 2010년
- 독일영화현장에서 활동
2011년 ~  현
- 대학교 출강 및 미술감독으로 활동

## FILMOGRAPHIE
2000 – 2002년  영화미술팀
- 《해변으로 가다》
- 《번지점프를하다》
- 《와니와 준하》
- 《킬러들의 수다》

2003 – 2005년  영화미술감독
- 《쇼쇼쇼 (영화)》
- 《어깨동무 (영화)》

2008 - 독일
- 《Soft Skills》
- 《Erinnerung - 단편영화》 - 연출

2009 - 독일
- 《Drei》

2010 - 독일
- 《Saturn- 광고필름》
- 《Polnische Ostern》

Soft Skills
- 《2009년 제43회 독일 호퍼 국제 영화제 초청》
- 《Munich International Festival of Film Schools 2009-Best German Short Film》
- 《Landshut Short Film Festival 2010-Best Film》

```
   -
Munich International Festival of Film Schools
-Best Production of a German Film: PANTHER PRIZE "SOFT SKILLS"》
```

- 《2010년 제11회 독일 Landschuter 단편영화제 최우수상 수상》

```
    -Die Preisträger des 11. Landshuter Kurzfilmfestivals-Der Jurypreis des BMW Werks Landshut
```

Three(쓰리) von Tom Tykwer
- 《8 wins & 12 nominations》
- 《2010년 제67회 베니스 영화제 황금사자상 경쟁작》